# Iveta Bartošová

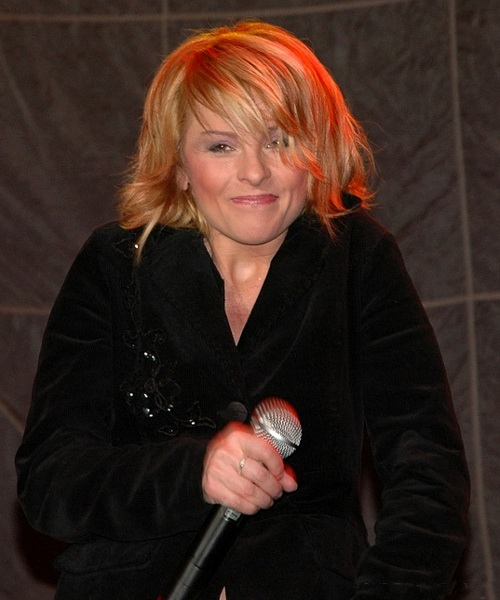
Iveta Bartošová.

Iveta Bartošová (8 de abril de 1966 - 29 de abril de 2014) fue una cantante, actriz y celebridad checa, tres veces mejor vocalista femenina en la encuesta de la música Zlatý Slavík (1986, 1990 y 1991). También fue conocida por su turbulento estilo de vida que atrae la atención de los medios sensacionalistas checos.

## Muerte
El 29 de abril de 2014, se suicidó arrojándose bajo un tren en Uhříněves, Praga. Algunos compañeros músicos señalaron que la prensa sensacionalista con publicaciones en contra de la cantante tuvo un grado de influencia con la tragedia. "La culpa es de las hienas de los medios", su marido comentó poco antes de que él mismo se derrumbara y tuvo que ser hospitalizado.

## Discografía
- 1985: Knoflíky lásky s Petrem Sepešim
- 1987: IB
- 1989: Blízko nás
- 1990: Zpívání s Ivetou
- 1991: Natur
- 1992: Václavák
- 1993: Tobě
- 1994: Malé bílé cosi
- 1996: Čekám svůj den
- 1998: Ve jménu lásky
- 1999: Bíly kámen
- 2000: Jedna jediná
- 2002: Hej pane diskžokej
- 2003: Dráhy hvězd
- 2005: Vánoční Iveta
- 2008: 22
- 2009: Když ticho zpívá